# Société historique du Manitoba
La Société historique du Manitoba (en anglais : Manitoba Historical Society), est un organisme de recherche historique situé dans la province de Manitoba au Canada. 
Elle a été créée par une loi de l'Assemblée législative du Manitoba en 1879. Cette société savante se décrit comme "la plus ancienne organisation dans l'ouest du Canada qui se consacre à la promotion de l'intérêt public dans, et la préservation des ressources historiques de la région". La société publie un journal appelé l'Histoire du Manitoba (Manitoba History).
La Société historique du Manitoba a pour vocation de préserver et mettre en valeur le patrimoine historique de la province du Manitoba. Elle publie les travaux de recherches historiques et honore les chercheurs et historiens qui ont contribué à ces études.
La loi de 1879 ayant officialisée la Société historique du Manitoba fut abrogée avec l'abrogation de l'ensemble des textes législatifs de droits privés le 14 novembre 1990. Une nouvelle loi fut adoptée le 5 juillet 1994, afin de régulariser l'existence de la Société historique du manitoba qui continuait à fonctionner malgré l'abrogation de la loi de 1879. Ce vide juridique fut ainsi comblé en 1994.